# فرودگاه شهری لناوی
فرودگاه شهری لناوی (به انگلیسی: Lenawee County Airport) یک فرودگاه همگانی بهره‌برداری هوایی با کد یاتا ADG است که یک باند فرود آسفالت دارد و طول باند آن ۱۵۲۴ متر است. این فرودگاه در کشور ایالات متحده آمریکا قرار دارد و در ارتفاع ۲۴۳ متری از سطح دریا واقع شده است.